# Króliczek (piosenka)
Króliczek – piosenka z repertuaru zespołu Skaldowie, która skomponowana została przez Andrzeja Zielińskiego, a autorką przewrotnego tekstu była Agnieszka Osiecka.
Skomplikowany formalnie, jednak prosty w wydźwięku utwór, stylem nawiązuje do albumu Magical Mystery Tour angielskiej grupy The Beatles. Piosenka uzyskała tytuł Radiowej Piosenki Lutego (1969), a później ukazała się na trzecim przebojowym albumie Skaldów, Cała jesteś w skowronkach. Do repertuaru koncertowego zespołu piosenka ta weszła jednak dopiero w 1990 roku. Muzycy wykonują ją do dziś.

## Muzycy
Muzycy, którzy wzięli udział w nagraniu utworu
- Andrzej Zieliński – fortepian, śpiew
- Jacek Zieliński – śpiew
- Konrad Ratyński – gitara basowa, śpiew
- Jerzy Tarsiński – gitara
- Krzysztof Paliwoda – gitara
- Jan Budziaszek – perkusja
- Orkiestra PRiTV p/d. A. Zielińskiego